# L'Inde des jours et des hommes
L'Inde des jours et des hommes est une série documentaire en 12 épisodes de 52 minutes créée par Dominique Rabotteau et Frédéric Soltan, présentée par Preety A. Tikekar et Jasmine Sarkar, et diffusée sur Escales et France 5.

## Synopsis
Cette série en 12 épisodes, est entièrement consacrée à l'Inde, à travers des rencontres particulières et des découvertes sur une des plus anciennes civilisations du monde.

## Épisodes
1. Les animaux
2. Les arts
3. Les cités
4. Fêtes et rituels
5. Les métiers
6. Les enfants
7. Bombay et Calcutta
8. Les maîtres
9. Les hommes et la mer
10. Les initiations
11. Les rendez-vous sacrés
12. Sur la route

## Fiche technique
- Auteur et réalisateur : Dominique Rabotteau et Frédéric Soltan
- Musique du générique : Chhod Gaye Balam, interprété par Lata Mangeshkar et Mukesh, extrait de la bande originale du film Barsaat de Raj Kapoor
- Voix off : Caroline Beaune, Jean-Michel Meunier, Hervé Caradec et Sophie Stalport
- Durée : 12 x 52 minutes
- Année de production : 1998-2006
- Sociétés de production : Sangha Productions